# Джон де Моль
Йоханнес «Джон» Хендрикс Юбер де Мол-младший (нидерл. John de Mol Jr., род. 24 апреля 1955 года) — нидерландский медиамагнат, телевизионный продюсер и бизнесмен. Основатель корпораций Endemol и Тальпа. Он известен как создатель многих известных реалити-шоу как «Голос», Fear Factor и Большой брат.

## Биография
Родился в 1955 году в Гааге в известной семье. Его отец Джон де Мол-старший поп-певец, а мать работала на радиокомпании. У него есть сестра Линда де Мол, которая также стала продюсером и ведущей шоу. В детстве мечтал стать профессиональным футболистом.
В 1973 году окончил среднюю школу и начал работать радиоведущим и диджеем. Затем он пять лет работал на государственную телекомпанию TROS. В 1979 году он основал свою первую собственную телевизионную продюсерскую компанию «John de Mol Productions», производившую контент для местных телеканалов.